# Старое Татаурово
Ста́рое Татау́рово — село в Прибайкальском районе Бурятии. Входит в сельское поселение «Татауровское».

## География
Расположено на левом берегу реки Селенги, на федеральной автомагистрали Р258 «Байкал» к северу от перевала Мандрик, в 23 км к юго-западу от районного центра, села Турунтаево, и в 7 км к югу от паромной переправы через Селенгу в посёлке Татаурово. Расстояние до Улан-Удэ по автодороге — 42 км. Через село проходит Транссибирская магистраль с находящимся здесь остановочным пунктом Мандрик (5610 км) Восточно-Сибирской железной дороги. Расстояние до станции Улан-Удэ — 31 км.

## История
В 1900 году при железнодорожной станции Татаурово возник посёлок. Бывшее рядом село начали называть Старое Татаурово.
В конце 1957 года в Старом Татаурово был построен комбинат строительных материалов, вошедший в Тимлюйский строительный трест и состоявший из кирпичного, известкового, деревообделочного заводов. Комбинат ежегодно производил 28 миллионов кирпичей, 20 тысяч тонн извести, окна, двери, полы и другую продукцию.

## Население
| 2002 | 2010 |
| ---- | ---- |
| 1048 | ↘992 |

## Экономика
Производство извести и кирпича.

## Инфраструктура
Средняя общеобразовательная школа, Дом культуры, врачебная амбулатория.